# Dactylolabis (Dactylolabis) nubecula
Dactylolabis (Dactylolabis) nubecula is een tweevleugelige uit de familie steltmuggen (Limoniidae). De soort komt voor in het Palearctisch gebied.